# John Chapman (Fußballtrainer)
John Adam Chapman (* 14. März 1882 in New Monkland; † 31. Dezember 1948 in Plymouth) war ein schottischer Fußballtrainer und der sechste Trainer von Manchester United.

## Karriere
Nachdem Jack Robson krank geworden war, löste Chapman ihn 1921 ab. Am 8. Oktober 1927 erhielt der Vorstand von Manchester United ein Telegramm der FA, nachdem Chapman von seinen Posten als Trainer bzw. Manager der Red Devils enthoben wird. Bis heute kennt man den Grund für die Amtsenthebung nicht.